# Курашвили, Виссарион Ясонович
Виссарион Ясонович Курашвили (15 сентября 1904 года, село Зеда-Гвириши, Лечхумский уезд, Кутаисская губерния, Российская империя — неизвестно, Тбилиси, Грузинская ССР) — грузинский партийный деятель, первый секретарь Сигнахского, Махарадзевского, Сагареджойского и Самтредтского районных комитетов Компартии (большевиков) Грузии, Грузинская ССР. Герой Социалистического Труда (1951). Депутат Верховного Совета Грузинской ССР 3-го созыва.

## Биография
Родился в 1904 году в крестьянской семье в селе Зеда-Гвириши Лечхумского уезда. После окончания местной сельской школы трудился в сельском хозяйстве. С 1921 года — член ВЛКСМ. С апреля 1927 года служил в Красной Армии. В 1928 году вступил в ВКП(б). В 1933 году окончил Высшую партийную сельскохозяйственную школу имени И. В. Сталина в Ленинграде. Трудился на партийной работе.
С 1938 года — первый секретарь Сигнахского райкома партии, в последующие годы — первый секретарь Махарадзевского, Сагареджойского и Самтредтского райкомов партии. За успешное выполнение заданий Правительства по обеспечению продовольствием в годы Великой Отечественной войны награждался различными медалями и орденами, в том числе в феврале 1944 года — Орденом Ленина.
В послевоенные годы, будучи первым секретарём Самтредтского райкома партии занимался восстановлением сельского хозяйства в Самтредском районе. В 1949 году обеспечил перевыполнение в целом по району плана сбора урожая сортового зелёного чайного листа на 17,6 %. Указом Президиума Верховного Совета СССР от 19 апреля 1951 года удостоен звания Героя Социалистического Труда за «перевыполнение плана сбора урожая сортового зелёного чайного листа, цитрусовых плодов и винограда в 1949 году» с вручением ордена Ленина и золотой медали «Серп и Молот» (№ 5846).
Этим же указом званием Героя Социалистического Труда были награждены председатель Самтредтского райисполкома Михаил Онисимович Нишнианидзе, заведующий районным отделом сельского хозяйства Исидор Германович Мелкадзе и главный районный агроном Георгий Самсонович Стуруа.
С 1950 года — начальник отдела по делам беженцев и расселения Совета министров Грузинской ССР. Избирался депутатом Верховного Совета Грузинской ССР (1951—1954).
После выхода на пенсию проживал в Тбилиси. Дата смерти не установлена.
Награды
- Герой Социалистического Труда
- Орден Ленина — дважды (24.02.1944; 1951)
- Орден «Знак Почёта» (07.01.1944)
- Орден Красной Звезды (24.02.1946)
- Медаль «За оборону Кавказа» (01.05.1944)